# 朴根瀅
朴根瀅（1940年6月7日—），韓國男演員。2003年，就任中央大學校文化藝術的聯合会邀請會長，2006年擔任韓國映像藝術院院長。

## 影視作品

### 電視劇
- 1971年 MBC《張禧嬪》飾演 肅宗
- 1984年 KBS《煙火》
- 1986年 KBS《告別愛情》
- 1987年 MBC《愛情與野望》飾 羅信一
- 1988年 KBS《黃金塔》
- 1989年 KBS《一半失敗》
- 1991年 MBC《黎明的眼睛》饰 崔斗一
- 1993年 KBS《早上好！青年東路》
- 1993年 SBS《遙遠的松巴江》飾 朴光宇
- 1995年 MBC《第4共和國》飾 金載圭
- 1996年 SBS《兄弟的河（朝鲜语：형제의 강）》
- 1998年 KBS《直到杜鵑花盛開》
- 1998年 KBS《赤足青春》
- 1998年 MBC《大王之道》
- 1999年 MBC《她的眼淚》飾 趙斗植
- 1999年 MBC《美麗的陽光》飾 姜京煥/仁河父

#### 2000年代
- 2000年 SBS《火花》飾 之賢公公崔昌順
- 2000年 KBS《小蓋子》飾 宋滿鎬
- 2000年 MBC《秘密》飾 李會長
- 2001年 MBC《美味關係》飾 金甲水
- 2001年 KBS《綢緞花香木》飾 姜德洙
- 2001年 KBS《純情》
- 2001年 MBC《那女人的家》
- 2001年 KBS《明成皇后》飾 井上馨
- 2002年 KBS《人魚小姐》飾 殷津葉
- 2002年 SBS《情》飾 泰奉
- 2003年 SBS《仙女與騙子》飾 沈春植
- 2003年 SBS《太陽的南方》飾 車會長
- 2004年 SBS《去郊游的女人》
- 2004年 KBS《美麗的誘惑》
- 2004年 MBC《火鳥》飾 徐文秀
- 2005年 SBS《愛情共感》飾 池淑富
- 2005年 MBC《愛情餐歌》
- 2005年 KBS《比花還美》
- 2005年 SBS《香港特急》飾 崔會長
- 2005年 SBS《嫁給百萬富翁》飾 金政代
- 2006年 MBC《火花遊戲》飾 申浩燮
- 2006年 MBC《朱蒙》飾 解夫娄
- 2006年 SBS《我的愛達子》
- 2006年 KBS《特殊搜查日誌：1號館事件》飾 張賢碩
- 2006年 MBC《姊姊》飾 建宇的父親
- 2007年 SBS《相愛的人啊》
- 2007年 SBS《外科醫生奉達熙》飾 李科長
- 2007年 KBS《壞愛情》飾 姜佑澤
- 2008年 MBC《天下絕色朴貞今》
- 2008年 KBS《我被你迷住》
- 2008年 MBC《伊甸園之東》飾 閔會長
- 2008年 SBS《玻璃之城》飾 金斗亨
- 2009年 KBS《回家的路》飾 劉建英
- 2009年 MBC《一枝梅歸來》飾 金自點
- 2009年 MBC《寶石拌飯》飾 徐羅馬

#### 2010年代
- 2010年 SBS《鄰居冤家》飾 尹仁洙
- 2010年 SBS《沒關係，爸爸的女兒》飾 鄭必錫
- 2011年 MBC《你真漂亮》飾 徐振明
- 2011年 Channel A《女人的色彩》飾 尹會長
- 2012年 SBS《美味人生》飾 崔仁久
- 2012年 SBS《追擊者 THE CHASER》飾 徐英宇
- 2012年 Channel A《熊貓小姐和刺蝟》飾 朴炳武
- 2012年 tvN《第三醫院》飾 金夏潤
- 2012年 MBC《蠢才松糕》
- 2012年 SBS《電視劇帝王》飾 南國慶
- 2013年 MBC《真是了不起》飾 李大廣
- 2013年 SBS《黃金帝國》飾 崔東盛
- 2013年 MBC《愛能給別人嗎》飾 鄭現守
- 2013年 SBS《奇怪的保姆》飾 禹錦治
- 2014年 MBC《媽媽的庭院》飾 車同修
- 2014年 MBN《天國的眼淚》飾 陳萬奉
- 2014年 MBC《湔雪的魔女》飾 馬泰山會長
- 2015年 MBC《憤怒的媽媽》飾 姜秀燦
- 2015年 JTBC《LAST》
- 2015年 MBC《美麗的你》飾 趙潤才
- 2016年 SBS《愛情來了》飾 羅大基
- 2017年 JTBC《Untouchable》飾 張範浩
- 2018年 OCN《那個男人 吳秀》飾 吳萬秀
- 2018年 SBS《我也是媽媽啊》飾 申太鍾
- 2018年 MBC《與神的約定》飾 金相川
- 2019年 SBS《偵探醫生》飾 崔坤

#### 2020年代
- 2020年 tvN《Memorist》飾 陳在圭的爸爸
- 2021年 JTBC《Undercover》飾 李萬浩
- 2021年 SBS《模範計程車》飾 白成美的丈夫（特別出演）
- 2022年 JTBC《模範刑警2》飾 鄭仁範（鄭熙珠的爺爺）
- 2022年 IHQ《Sponsor》
- 2022年 TVING《Island (電視劇)》
- 2024年 KBS《美女與純情男》飾演 金峻燮（特別演出）
- 2024年 Netflix《政壇旋風》飾演 姜榮翊

### 電影
- 1997年：《Father》
- 2000年：《The Rhapsody》
- 2000年：《散步》
- 2002年：《Marrying The Mafia》
- 2002年：《Boss X File》
- 2005年：《人民公敵續集》飾演 副總裁
- 2010年：《平行理論》飾演 法院院長
- 2012年：《家門的榮光5：家門的歸還》飾演 張政鐘
- 2013年：《高齡化家族》飾演 具氏（特別出演）
- 2015年：《長壽商會》飾演 聖哲
- 2016年：《偵探洪吉童：消失的村莊》飾演 金秉德
- 2016年：《爺爺》飾演 朴基光
- 2017年：《因為愛》飾演 爺爺
- 2018年：《朝鮮名偵探：吸血怪魔的秘密（朝鲜语：조선명탐정: 흡혈괴마의 비밀）》飾演 金信
- 2019年：《證人》飾演 淳鎬的爸爸 （特別出演）
- 2019年：《自行車王嚴福童（朝鲜语：자전차왕 엄복동）》飾演 長谷川
- 2020年：《三振集團英語托業班》飾演 吳會長（特別出演）
- 2021年：《以我兒子的名義》飾演 朴基準
- 2021年：《冬柏》飾演 黃淳哲
- 2022年：《我記得》飾演 金治德
- 2023年：《郊游》（소풍）

## 綜藝節目

### 綜藝固定出演
| 年份   | 播放 日期 | 播放 日期 | 電視台 | 節目名稱 | 季度   | 集數 |
| 年份   | 首播      | 終映      | 電視台 | 節目名稱 | 季度   | 集數 |
| 2013年 | 7月5日    | 10月4日   | tvN    | 花樣爺爺 | 第一季 | 14集 |
| 2014年 | 3月7日    | 5月2日    | tvN    | 花樣爺爺 | 第二季 | 8集  |
| 2015年 | 3月27日   | 5月8日    | tvN    | 花樣爺爺 | 第三季 | 7集  |
| 2018年 | 6月29日   | 8月24日   | tvN    | 花樣爺爺 | 第四季 | 9集  |

## 獲獎記錄
- 1974年：第13屆大鐘獎—最佳男主角
- 1979年：韓國日報演劇電影獎—最佳男主角
- 1979年：第15屆百想藝術大賞—電影部門男子最優秀演技賞
- 1989年：第25屆百想藝術大賞—人氣賞
- 1991年：第29屆大鐘獎—最佳男配角
- 1996年：SBS演技大賞—大賞（兄弟的河（朝鲜语：형제의 강））
- 1997年：第24屆韓國放送大賞—男演員賞
- 1999年：MBC演技大賞—功勞賞
- 2000年：KBS演技大賞—男子最優秀演技賞
- 2002年：MBC演技大賞—特別賞
- 2005年：KBS演技大賞—功勞賞
- 2012年：SBS演技大賞—PD獎（追擊者 THE CHASER）
- 2016年：TvN10大獎—綜藝指標賞（花樣爺爺）
- 2017年：第8屆韓國大眾文化藝術獎—文化勛章
- 2024年：第11届野花电影奖—最佳配角《郊游》[2]

## 外部連結
- 朴根瀅 （页面存档备份，存于） DAUM
- 朴根瀅 （页面存档备份，存于） NAVER